# Charana chotaroi
Charana chotaroi är en fjärilsart som beskrevs av Hayashi 1977. Charana chotaroi ingår i släktet Charana och familjen juvelvingar. Inga underarter finns listade i Catalogue of Life.